# Voeldraadhondshaai
Leptocharias smithii is een vissensoort uit de familie van de voeldraadhondshaaien (Leptochariidae). De wetenschappelijke naam van de soort is voor het eerst geldig gepubliceerd in 1839 door Müller & Henle.